# Zala vármegyei kulturális programok listája

## Zalaegerszeg
- Zalaegerszegi országos fazekas és keramikus találkozó – április
- Egerszeg fesztivál – május
- Prószafesztivál – május
- Mura menti népek hagyományőrző fesztiválja – július
- Egerszeg búcsú – július
- Kárpát-medencei mézfesztivál – december
- Kvártélyház – június-szeptember

## Nagykanizsa
- Gólyalábas világjátékok, Város Napja, századfordulós hangulatú vásár – június
- Bor és dödölle fesztivál – szeptember
- Nemzetközi jazzfesztivál – október
- Sáskavarázs, Rétesfesztivál – május
- Thúry György Históriás Napok – június
- Cserfő JazzLand, Könnyed Nyári Színház, Technikai Négytusa -július
- Igric Fesztivál – augusztus

## Keszthely
- Kastély-operett koncertek – egész évben
- Balaton fesztivál – május
- Nyugat-balatoni borfesztivál (Keszthely, Hévíz, Gyenesdiás, Vonyarcvashegy, Balatongyörök) –  július-augusztus
- Nemzetközi verklifesztivál – szeptember eleje[1]

## Lenti
- Kerka menti kulturális napok – szeptember
- Márton nap (Lenti-Lentihegy) – november közepe
- Lentihegyi májusfa állítás/ kitáncolás és vásár - május
- Lentihegyi Búcsú - július vége
- Lentihegyi Szüreti Hacacáré - szeptember vége

## Egyéb települések
- Egervár: Egervári esték várszínház – június-július
- Kallósd: Kamarahangverseny - június-augusztus
- Letenye: Mura-menti Napok - augusztus
- Zalacsány:
  - „Pusztashow” tradicionális lovasbemutató – áprilistól szeptemberig minden kedden
  - „Cigányszerelem” tánc és lovasjáték – májustól szeptemberig minden csütörtök
- Zalakaros: Karosi nyár – május-szeptember
- Zalaszentgrót: Szentgróti térségi vásár – április vége
- Zalalövő: Zala-menti Napok - augusztus